# Willy Hernangómez
Guillermo Gustavo "Willy" Hernangómez Geuer (Madrid, 27 de maio de 1994) é um basquetebolista profissional espanhol que atualmente joga no FC Barcelona que disputa a EuroLiga e a Liga Endesa (Espanha).
Ele começou a carreira no Real Madrid da Liga ACB e foi selecionado pelo Philadelphia 76ers como a 35ª escolha geral no Draft da NBA de 2015.

## Carreira profissional

### Real Madrid (2011–2016)
Considerado uma das melhores perspectivas do Real Madrid, Hernangómez disputou as duas primeiras temporadas no Real Madrid B. 
No verão de 2013, Hernangómez foi emprestado ao Sevilla, prorrogando seu contrato com o Real Madrid por mais uma temporada no verão seguinte. 
Em 17 de julho de 2015, ele voltou ao Real Madrid e jogou pela equipe sênior na temporada de 2015-16. Em sua única temporada completa pela equipe sênior, ele teve médias de 5,7 pontos e 3,3 rebotes em 34 jogos na Liga ACB.

### New York Knicks (2016–2018)

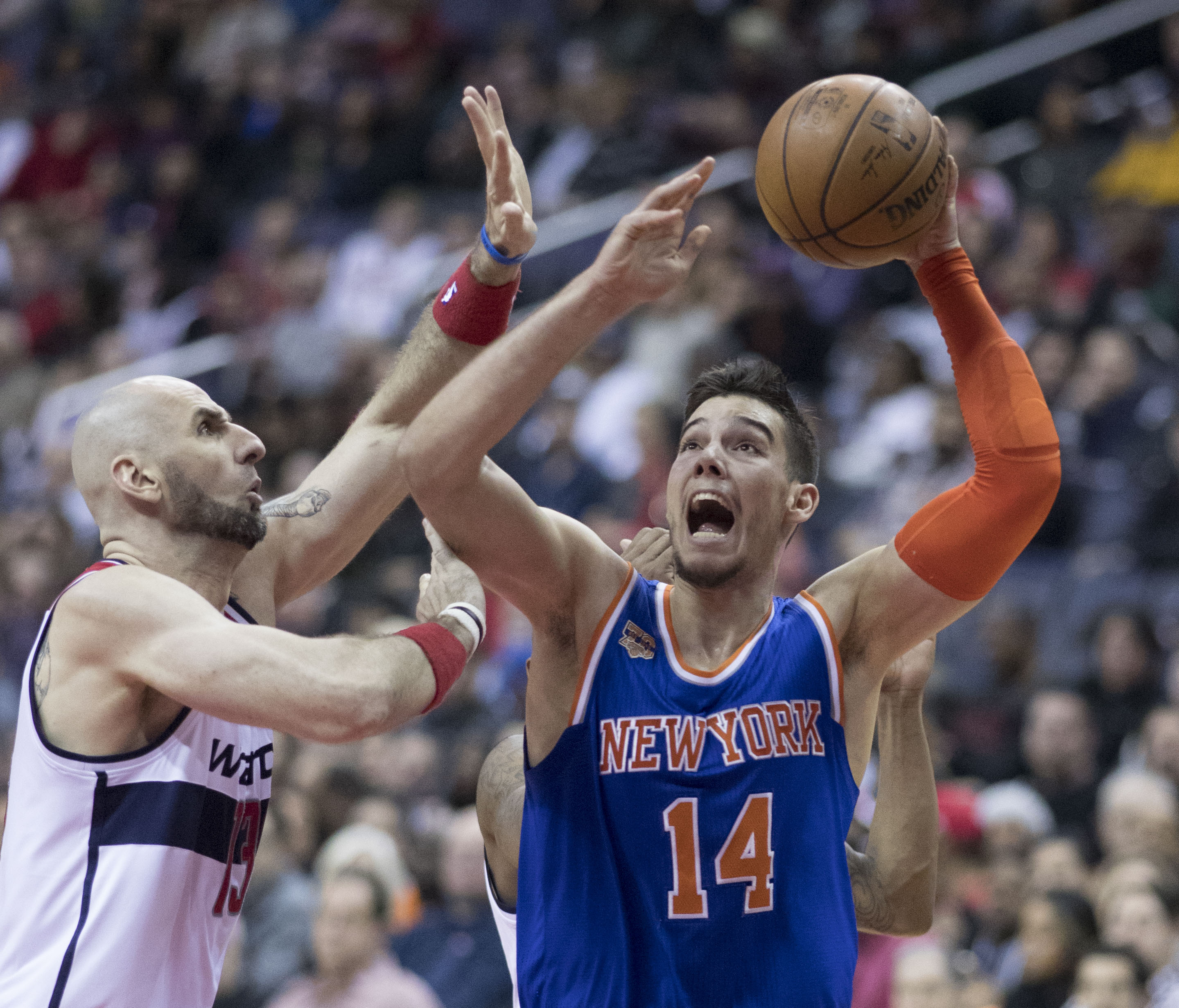
Hernangomez com os Knicks em 2017

Hernangómez se declarou para o Draft da NBA de 2015 e foi selecionado com a 35ª escolha geral pelo Philadelphia 76ers. Seus direitos foram posteriormente negociados com o New York Knicks na noite do draft, em troca de duas futuras escolhas do draft e considerações em dinheiro.
Em 8 de julho de 2016, Hernangómez assinou com o New York Knicks. Em 25 de outubro de 2016, ele fez sua estreia pelos Knicks na abertura da temporada, marcando quatro pontos em nove minutos de uma derrota por 117-88 para o Cleveland Cavaliers.
Em 7 de novembro de 2016, ele foi designado para o Westchester Knicks, afiliado dos Knicks na D-League. Ele foi chamado de volta mais tarde naquele dia. Dois dias depois, ele teve a melhor marca da temporada com 14 pontos na vitória por 110-96 sobre o Brooklyn Nets.
Em 25 de janeiro de 2017, ele teve o recorde de sua carreira de 16 rebotes em uma derrota por 103-95 para o Dallas Mavericks. Em 1º de fevereiro de 2017, ele registrou 16 pontos e 16 rebotes na vitória por 95–90 sobre o Brooklyn Nets.
Em 15 de fevereiro, ele foi nomeado para substituir o machucado Emmanuel Mudiay na Seleção Mundial do Rising Stars Challenge de 2017.
Em 25 de março de 2017, ele registrou 24 pontos e 13 rebotes na derrota por 106-98 para o San Antonio Spurs. Em 9 de abril de 2017, ele registrou 24 pontos e 11 rebotes na derrota por 110-97 para o Toronto Raptors. Cinco dias depois, ele foi nomeado Novato do Mês da Conferência Leste pelos jogos disputados em abril, após liderar todos os novatos da Conferência Leste em rebotes (8,5) e ficar em segundo lugar em pontuação (12,5). No final da temporada, ele foi nomeado para o NBA All-Rookie First Team.

### Charlotte Hornets (2018–presente)
Em 7 de fevereiro de 2018, Hernangómez foi negociado com o Charlotte Hornets em troca de Johnny O'Bryant III e duas futuras escolhas de draft.

## Carreira na seleção
Como membro das seleções juniores da Espanha, Hernangómez jogou no Torneio Albert Schweitzer de 2012, onde foi nomeado para a Seleção do Torneio. Ele também jogou no Eurobasket Sub-18 de 2011, onde conquistou uma medalha de ouro, e no EuroBasket Sub-20 de 2014, onde ganhou uma medalha de prata e foi nomeado para a Seleção do Torneio.
Ele também foi membro da seleção sênior de basquete da Espanha. Com a seleção principal da Espanha, ele jogou no EuroBasket de 2015, onde conquistou a medalha de ouro, e nos Jogos Olímpicos de 2016, onde conquistou a medalha de bronze. Ele também disputou o EuroBasket de 2017, onde conquistou a medalha de bronze.

## Estatisticas

### NBA

#### Temporada regular
| Ano      | Equipe    | PJ  | PT | MPJ  | AP   | 3P   | LL   | RT  | AS  | BR | TO | PPJ |
| -------- | --------- | --- | -- | ---- | ---- | ---- | ---- | --- | --- | -- | -- | --- |
| 2016–17  | New York  | 72  | 22 | 18.4 | .530 | .267 | .728 | 7.0 | 1.3 | .6 | .5 | 8.2 |
| 2017–18  | New York  | 26  | 0  | 9.0  | .605 | .200 | .429 | 2.6 | .8  | .3 | .3 | 4.3 |
| 2017–18  | Charlotte | 22  | 1  | 11.9 | .506 | .571 | .758 | 5.3 | .5  | .5 | .4 | 6.1 |
| 2018–19  | Charlotte | 58  | 3  | 14.0 | .519 | .385 | .694 | 5.4 | 1.0 | .3 | .3 | 7.3 |
| 2019–20  | Charlotte | 31  | 0  | 12.1 | .532 | .227 | .627 | 4.3 | .9  | .3 | .2 | 6.1 |
| Carreira | Carreira  | 209 | 26 | 14.4 | .531 | .330 | .687 | 5.4 | 1.0 | .4 | .4 | 6.9 |

### EuroLeague
| Ano      | Equipe      | PJ | PT | MPJ  | AP   | 3P   | LL   | RT  | AS | BR | TO | PPJ |
| -------- | ----------- | -- | -- | ---- | ---- | ---- | ---- | --- | -- | -- | -- | --- |
| 2012–13  | Real Madrid | 3  | 0  | 4.8  | .286 | .000 | .000 | 1.0 | .0 | .0 | .0 | 1.3 |
| 2015–16  | Real Madrid | 14 | 0  | 11.2 | .643 | .000 | .545 | 3.4 | .3 | .2 | .6 | 4.3 |
| Carreira | Carreira    | 17 | 0  | 10.0 | .592 | .000 | .545 | 2.9 | .2 | .2 | .5 | 3.8 |

Fonte:

## Vida pessoal
Hernangómez é filho de Guillermo Hernangómez Heredero e Margarita "Wonny" Geuer Draeger. Sua mãe, Margarita, nasceu em Sevilha e é de origem alemã. Seu irmão, Juan Hernangómez, também é jogador profissional de basquete; ele atualmente joga pelo Minnesota Timberwolves.